# St.-Marien-Kirche (Poseritz)

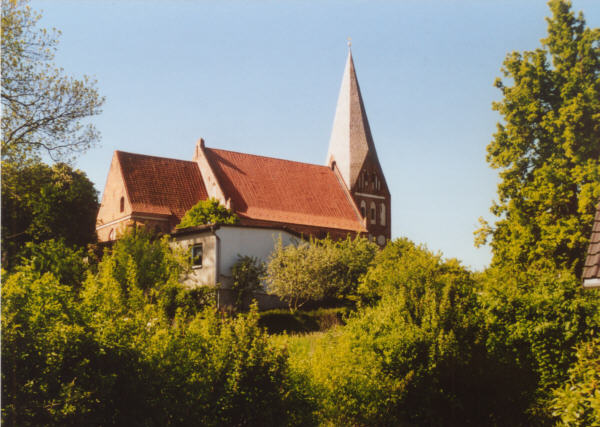
Die St. Marienkirche in Poseritz von Norden.

Die St.-Marien-Kirche ist die Pfarrkirche der evangelischen Kirchengemeinde Poseritz. Sie gehört seit 2012 zur Propstei Stralsund im Pommerschen Evangelischen Kirchenkreis der Evangelisch-Lutherischen Kirche in Norddeutschland. Vorher gehörte sie zum Kirchenkreis Stralsund der Pommerschen Evangelischen Kirche. Der Gemeinde sind auch die St. Stephanus-Kirche in Swantow und die Dorfkirche Gustow zugeteilt.

## Geschichte
Das einschiffige Langhaus der Kirche wurde von 1302 bis 1325 aus Backstein auf einem Fundament aus Findlingen errichtet. Die ursprünglich geplante dreischiffige Anlage kam nie zur Ausführung, in das Schiff der Kirche wurde um 1450 ein Kreuzrippengewölbe eingebaut. Auch der Turm und der Chor stammen aus dieser Zeit. In den 1980er Jahren  wurde die Kirche wegen Einsturzgefahr gesperrt und ab 1988 mit Mitteln der Deutschen Stiftung Denkmalschutz rekonstruiert, wobei die Dachstühle des Chors und des Hauptschiffs erneuert und der Turm statisch saniert und neu eingedeckt wurde. Im Lauf der Sanierungsarbeiten wurden im Innenraum unter den bis zu elf Farbschichten Wandmalereien, die aus unterschiedlichen Jahrhunderten stammen, entdeckt. Auch aufgrund fehlender Mittel ist derzeit unklar, ob und auf welche Weise diese teils mittelalterlichen Ornamente restauriert werden können.

## Ausstattung

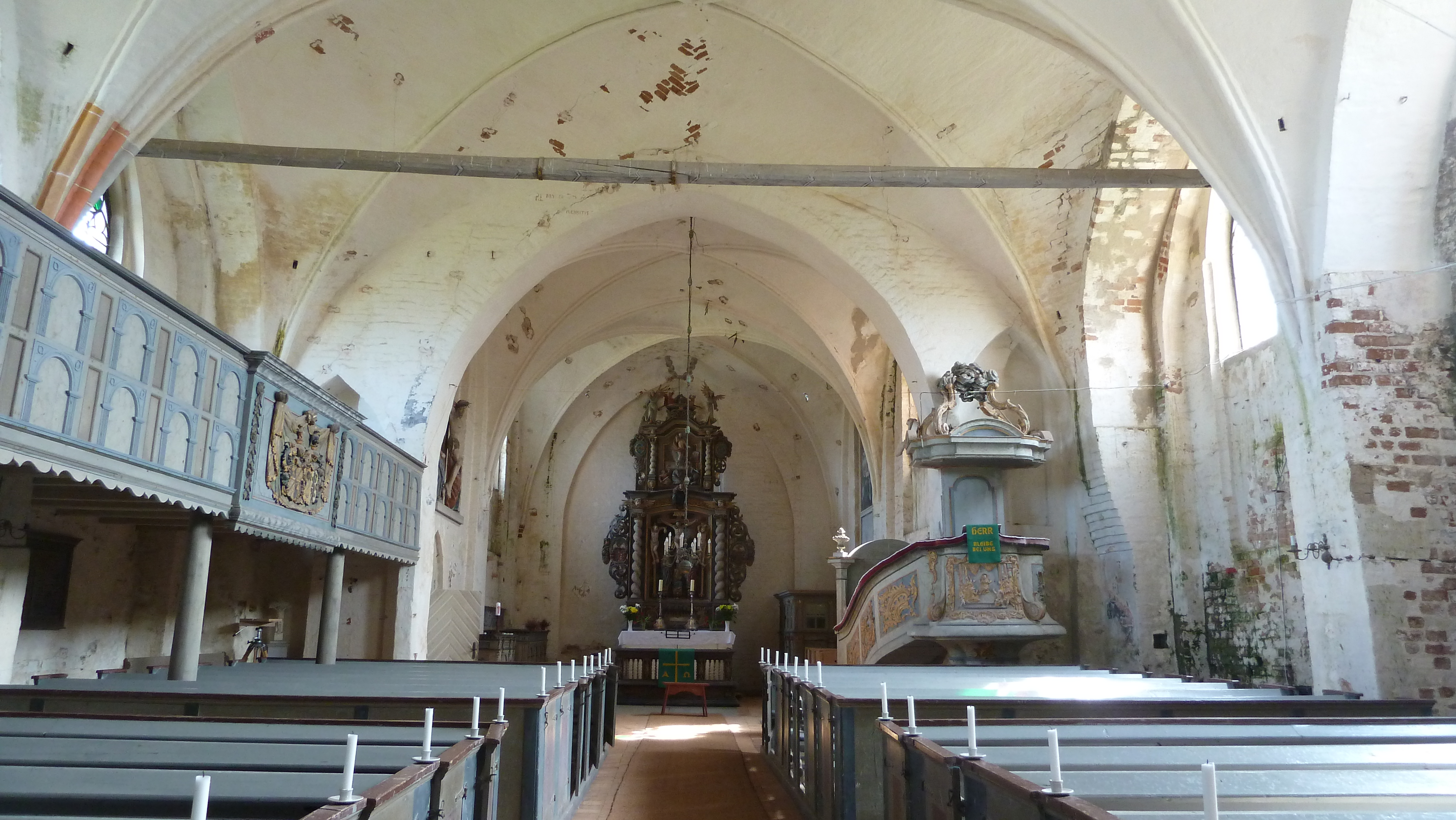
Innenansicht

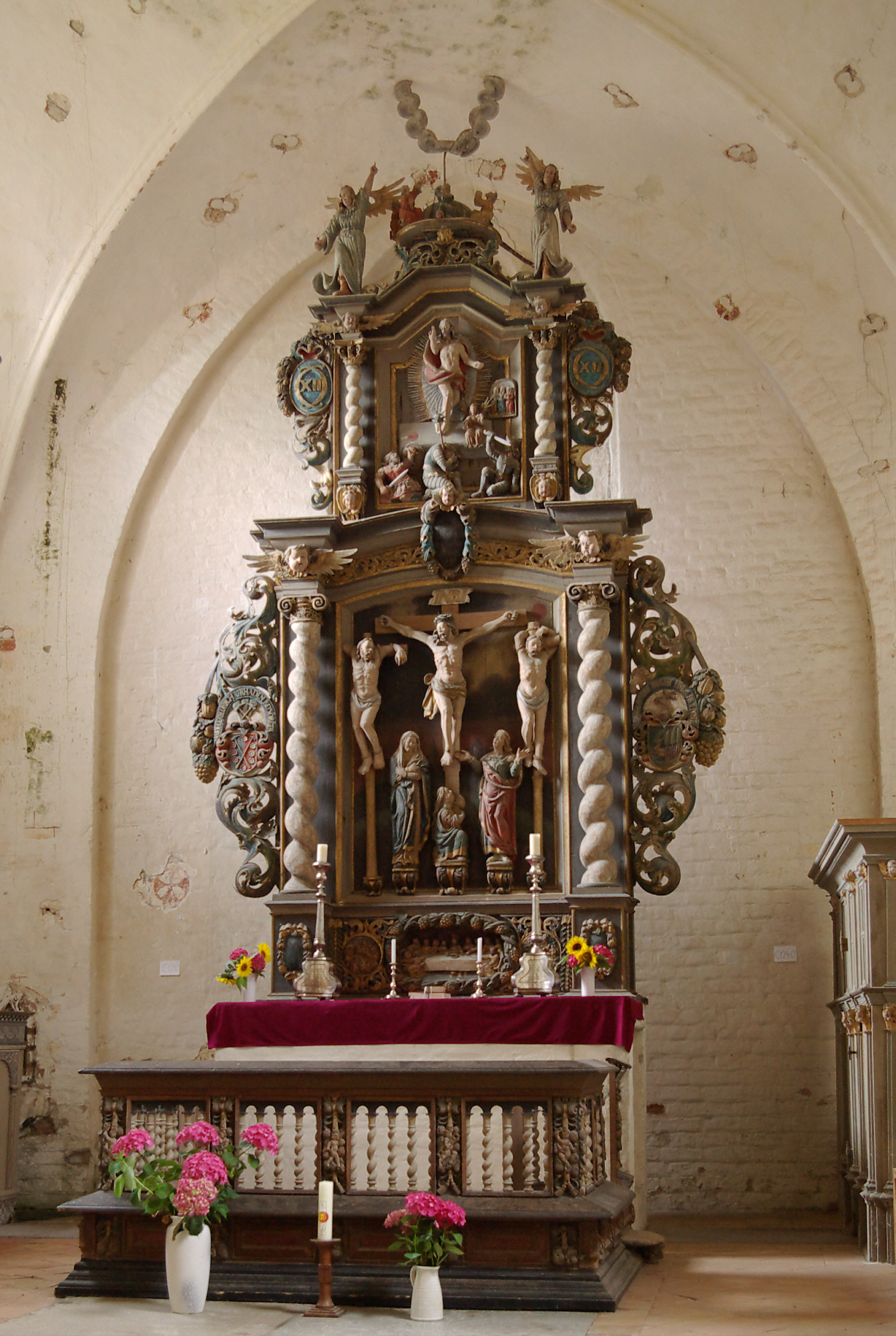
Altar

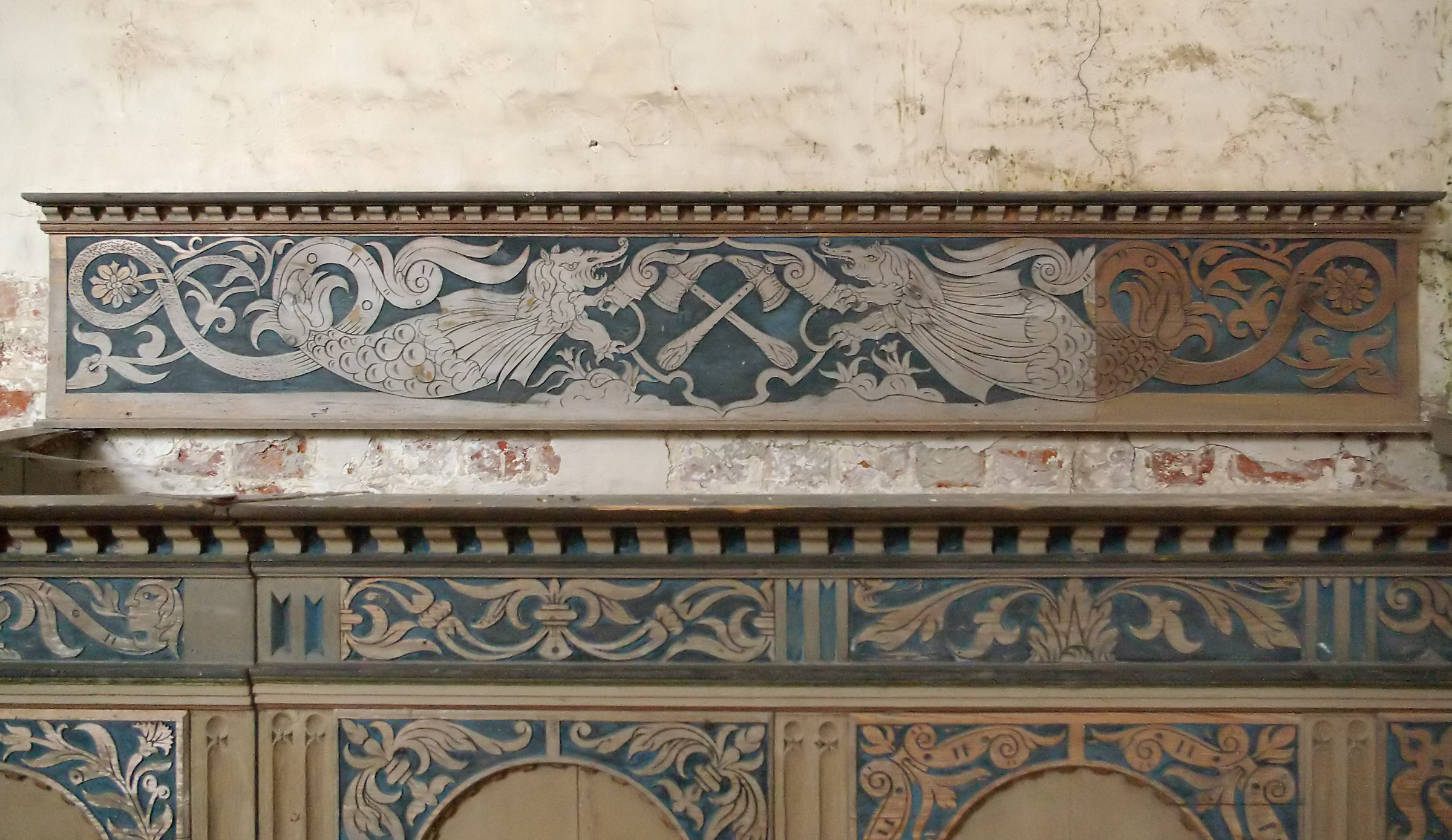
Fries

Das älteste Stück der Inneneinrichtung der Kirche ist der Altar, eine gemauerte Mensa aus dem Mittelalter. Die Kreuzigungsgruppe am Altar ist gotischen Stils und entstand um 1500. Der hölzerne Altaraufsatz stammt aus dem Jahr 1703 und zeigt eine Abendmahlsszene in der Mitte, darüber die Kreuzigung und ganz oben die Auferstehung Christi. Den Abschluss bildet eine Himmelfahrtsszene. Der Altaraufsatz wurde 2000 durch eine Spende des schwedischen Königshauses restauriert.
Die barocke Kanzel wurde 1755 von Jakob Freese aus Stralsund erbaut und vom Pastor gestiftet. Ebenfalls aus dem 18. Jahrhundert stammt vermutlich der Beichtstuhl, ein Relikt des pietistischen schwedischen Protestantismus in Pommern. Die einmanualige Fischer-Orgel mit neugotischem Prospekt wurde um 1850 gebaut und bedarf inzwischen einer starken Überholung.
Die Kirche hat zwei Bronzeglocken: Die ältere aus dem Jahr 1450 trägt die Minuskelinschrift o rex glori[a]e xr[ist]e, veni cum pace („O König der Ehre, Christus, komm in Frieden“), die jüngere wurde 1992 in der Glockengießerei Bachert, Heilbronn, gegossen und trägt die Aufschrift: „Ehre sei Gott in der Höhe“.

### Orgel

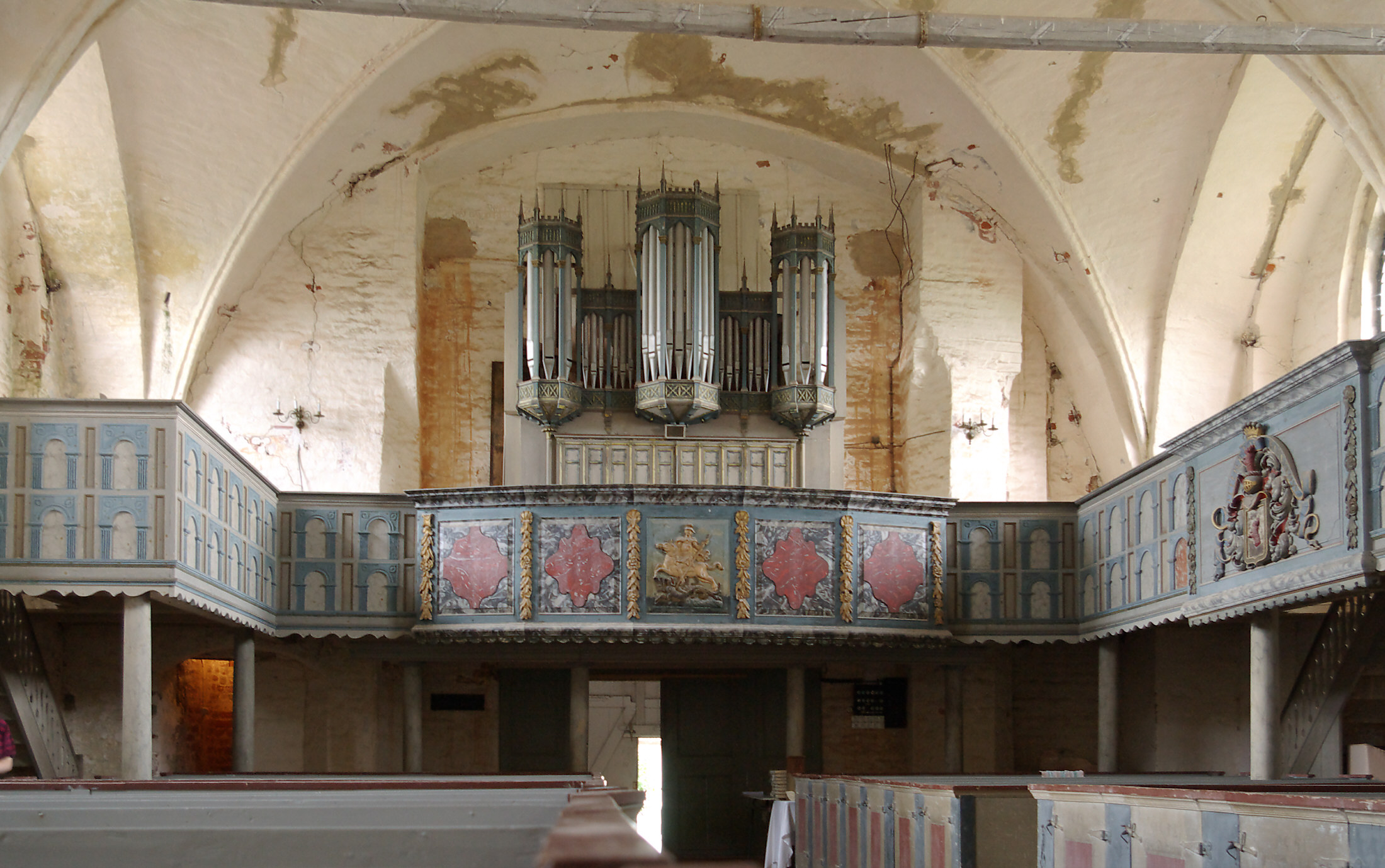
Orgelempore

Die Orgel wurde 1855 von Nikolaus Fischer aus Demmin gebaut.
Sie hat sieben Register auf einem Manual und ein Transmissionsregister im Pedal. Die Disposition ist
| Manual C–     |     |
| Bordun        | 16′ |
| Prinzipal     | 8′  |
| Hohlflöte     | 8′  |
| Gambe         | 8′  |
| Oktave        | 4′  |
| Flaut Travers | 4′  |
| Mixtur III    |     |

| Pedal C– |     |              |
| Subbaß   | 16′ | = Bordun 16′ |

- Koppeln: I/P
- mechanische Schleifladen